# Distrito de Momand Dara

Distritos de Nangarhar.

Momand Dara é um distrito no leste da província de Nangarhar, no Afeganistão, na fronteira com o Paquistão. Sua população é 100% da etnia pastós e foi estimada em 33.966 em 2002, dos quais 14.800 eram crianças menores de 12 anos. O distrito fica no coração da tribo Mohmand de Pastós. O centro do distrito é a aldeia de Momand Dara. Torkham, que fica no sul do distrito, é um dos principais pontos de passagem da fronteira com o Paquistão.

Em 4 de março de 2007, foi o local de um incidente no qual vários civis foram mortos.